# Großer Ährenfisch
Der Große Ährenfisch (Atherina hepsetus) ist eine Art der Altweltlichen Ährenfische, die im Mittelmeer, dem angrenzenden Ostatlantik und in Teilen des Schwarzen Meeres anzutreffen ist.

## Merkmale
Der Große Ährenfisch hat einen lang gestreckten und schlanken Körper und erreicht eine Körperlänge von maximal 20 Zentimetern. Der relativ kurze, oberseits abgeflachte Kopf besitzt ein schräg nach oben weisendes, oberständiges Maul. Der Körper ist silbrig mit grünem bis bläulichem Schimmer und hat einen graublauen Längsstreifen an den Seiten.
Die Rückenflosse ist geteilt. Die erste Rückenflosse liegt deutlich hinter dem Ende der Brustflossen, die zweite Rückenflosse gegenüber der Afterflosse. Die beiden Rückenflossen sind ein sicheres Unterscheidungsmerkmal zu der ähnlichen und ebenfalls silbrigen Sardine (Sardina pilchardus), die nur eine besitzt. Die Afterflosse besitzt 10 bis 12 Flossenstrahlen. Insgesamt liegen 59 bis 65 Schuppen entlang der Seitenlinie.

## Verbreitung
Der Große Ährenfisch ist im Mittelmeer, im östlichen Atlantik von der Küste der Iberischen Halbinsel über Marokko, den Kanarischen Inseln bis nach Madeira sowie in Teilen des Schwarzen Meeres anzutreffen.

## Lebensweise

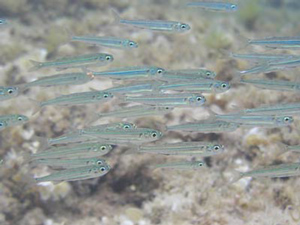

Große Ährenfische leben als Schwarmfische küstennah in Tiefen bis 10 Metern, wobei sie gelegentlich auch in Lagunen und ins Brackwasser von Flussmündungen eindringen. Sie sind dabei vor allem im Bereich der Oberfläche anzutreffen und ernähren sich von Planktonorganismen, vor allem von Copepoden und bodenbewohnende Kleinkrebschen.
Die Fortpflanzungszeit der Fische liegt im westlichen Mittelmeer zwischen Dezember und Mai. Die Eier werden ins Freiwasser abgegeben und haften sich mit feinen Fäden an Algen, Felsen oder den Boden.

## Nutzung
Die Fische werden im Mittelmeerraum gerne frittiert und als Vorspeise gegessen. 

## Belege
1. 1 2 3 4 5  Matthias Bergbauer, Bernd Humberg: Was lebt im Mittelmeer? Franckh-Kosmos Verlag, Stuttgart 1999, ISBN 3-440-07733-0, S. 278.
2. 1 2 3  Großer Ährenfisch auf Fishbase.org (englisch)